# Aradus apicalis
Aradus apicalis är en insektsart som beskrevs av Van Duzee 1920. Aradus apicalis ingår i släktet Aradus och familjen barkskinnbaggar. Inga underarter finns listade i Catalogue of Life.